# Mazyrski rajon
Mazyrski rajon (ryska: Мозырьский район, vitryska: Мазырскі раён) är ett distrikt i Belarus.   Det ligger i voblasten Homels voblast, i den centrala delen av landet, 230 km söder om huvudstaden Minsk.